# Base aérienne de Morón
La base aérienne de Morón (code IATA : OZP • code OACI : LEMO) est un aérodrome militaire en Espagne situé à 56 km de Séville sur le territoire de la municipalité de Arahal, voisine au nord-ouest de Morón de la Frontera. Depuis les accords de Madrid de 1953 elle est utilisée par l’United States Air Force. Elle est la seule base de l’United States Air Forces in Europe en Espagne.
Actuellement[Quand ?] les unités suivantes sont basées à Morón :
- l’escadron 496 ABS (en) et la 18th SSS de l’USAF.
- l’escadrille 11 de l’armée de l’air espagnole, équipée de Eurofighter Typhoon.
- l’escadron 221 de surveillance maritime, équipée de P-3 Orion.
- la 2e escadron d’appui à la projection aérienne (SEADA)
- un détachement permanent de services de douanes espagnoles (Servicio de Vigilancia Aduanera) dont les aéronefs sont opérés par l’escadrille 37 de l’armée de l’air espagnole.
- la 2e bataillon de l’unité militaire d’urgence (U.M.E- BIEM II), spécialisé dans l’appui à la sécurité civile espagnole et aux services de sécurité espagnoles.

Depuis 2015, elle comporte aussi une force de réaction rapide américaine pouvant atteindre 2500 hommes destinée aux interventions en Afrique.